# Njemačka ženska rukometna reprezentacija
Njemačka ženska rukometna reprezentacija predstavlja državu Njemačku u športu rukometu.
Krovna organizacija:

## Nastupi na SP
- 1993. - zlato
- 2007. - bronca

## Nastupi naEP
- Njemačka 1994.: doprvakinje
- Danska 1996.: 4. mjesto
- Nizozemska 1998.: 6. mjesto
- Rumunjska 2000.: 9. mjesto
- Danska 2002.: 11. mjesto
- Mađarska 2004.: 5. mjesto
- Švedska 2006.: 4. mjesto
- Makedonija 2006.: 4. mjesto